# Pêche sur glace
Pour les articles homonymes, voir Pêche.
Cet article possède un paronyme, voir la Perche blanche.
La pêche sur glace, aussi appelée pêche sous la glace ou, de façon générale, pêche blanche, est un type de pêche sportive pratiquée sur la couche glacée d'une étendue d'eau. Elle consiste à pêcher à travers un trou pratiqué dans la glace.

## Origine

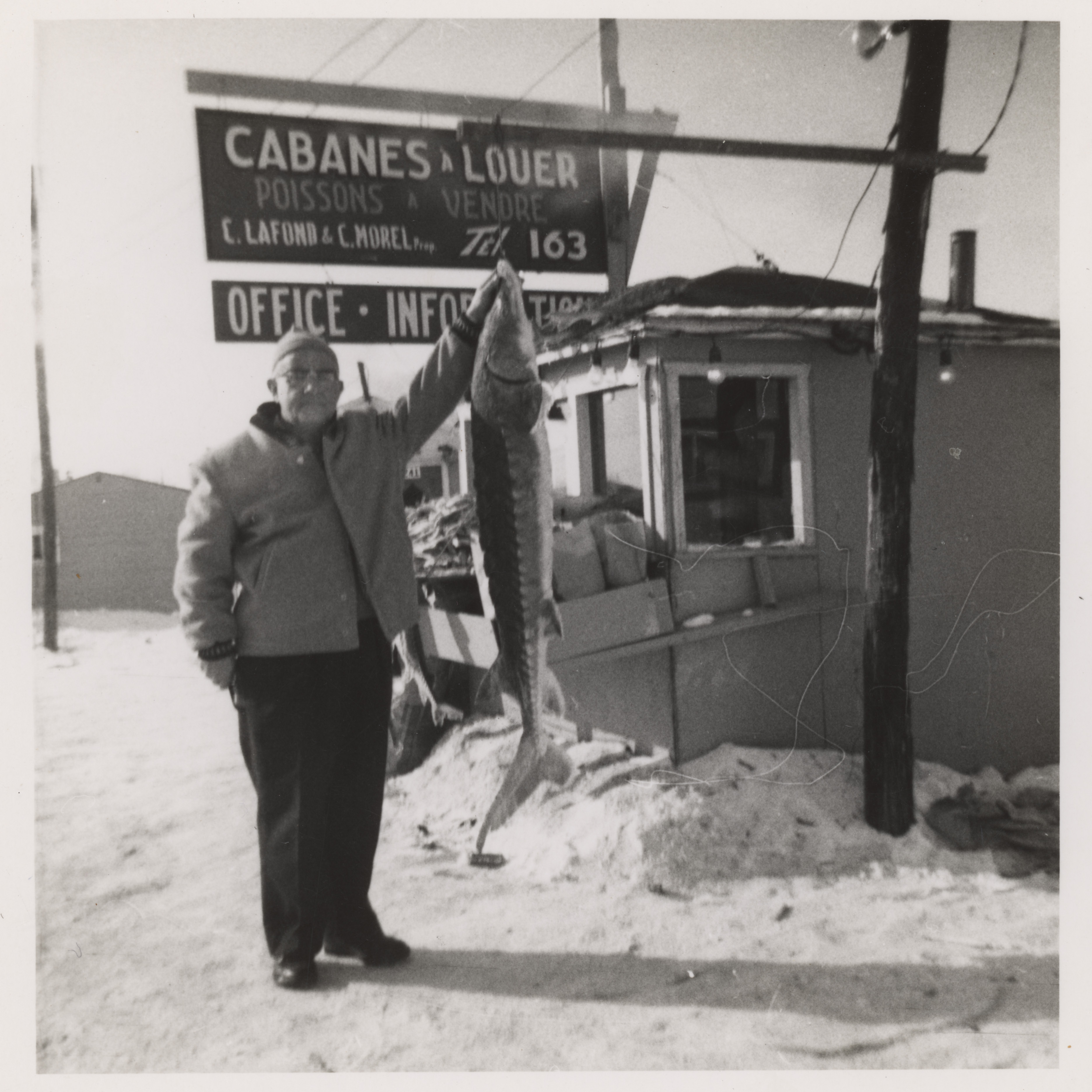
Rivière Sainte-Anne, Québec, Canada, 1964

L'origine de cette pêche proviendrait vraisemblablement des Amérindiens, ou plus particulièrement des Algonquins. Paul Le Jeune décrit que le 27 janvier 1635, un de ces derniers vint voir les quelques habitants de la nouvelle habitation de Trois-Rivières et amena un des colons français à la pêche sur glace à environ 25 000 pas du poste de Trois-Rivières.

## Savoir-faire
Une fois que la couche de glace sur l'eau est suffisamment épaisse pour permettre de s'y déplacer, les adeptes de la pêche blanche trouvent un endroit adéquat et percent un trou dans la glace. Pour ce faire, ils peuvent utiliser plusieurs techniques ou équipements différents. Anciennement, les pêcheurs se servaient d'une longue et massive barre métallique affutée à l'une de ses extrémités pour creuser le trou par une série de coups successifs. De nos jours, ils utilisent plutôt une perceuse à glace, manuelle ou motorisée. Cet outil consiste en une grande tarière surmontée d'un petit moteur à essence ou électrique ou d'un grand vilebrequin pour les perceuses manuelles.
La pêche consiste à attacher un ou deux hameçons à une corde, avec un poids et un bas de ligne en acier. La ligne doit être descendue près du fond. La corde est reliée à une brimbale, posées sur un poteau ou sur un type de crochet à l'intérieur de la cabane à pêche. On utilise différents appâts selon le type de poisson recherché. Par exemple, le foie de porc et la crevette pour le poulamon atlantique ou le méné, vivant ou mort, et le ver de terre pour la perchaude.
Il existe aussi la canne à dandiner, version très petite de la canne à pêche estivale. Le pêcheur fixe un poids coloré, parfois en forme d'asticot au bout de la ligne et peut y ajouter un appât, comme un asticot ou un morceau de ver de terre. Il descend ensuite son poids très près du fond de l'eau et dandine la canne à pêche à l'occasion pour attirer le poisson.

## Cabanes à pêche

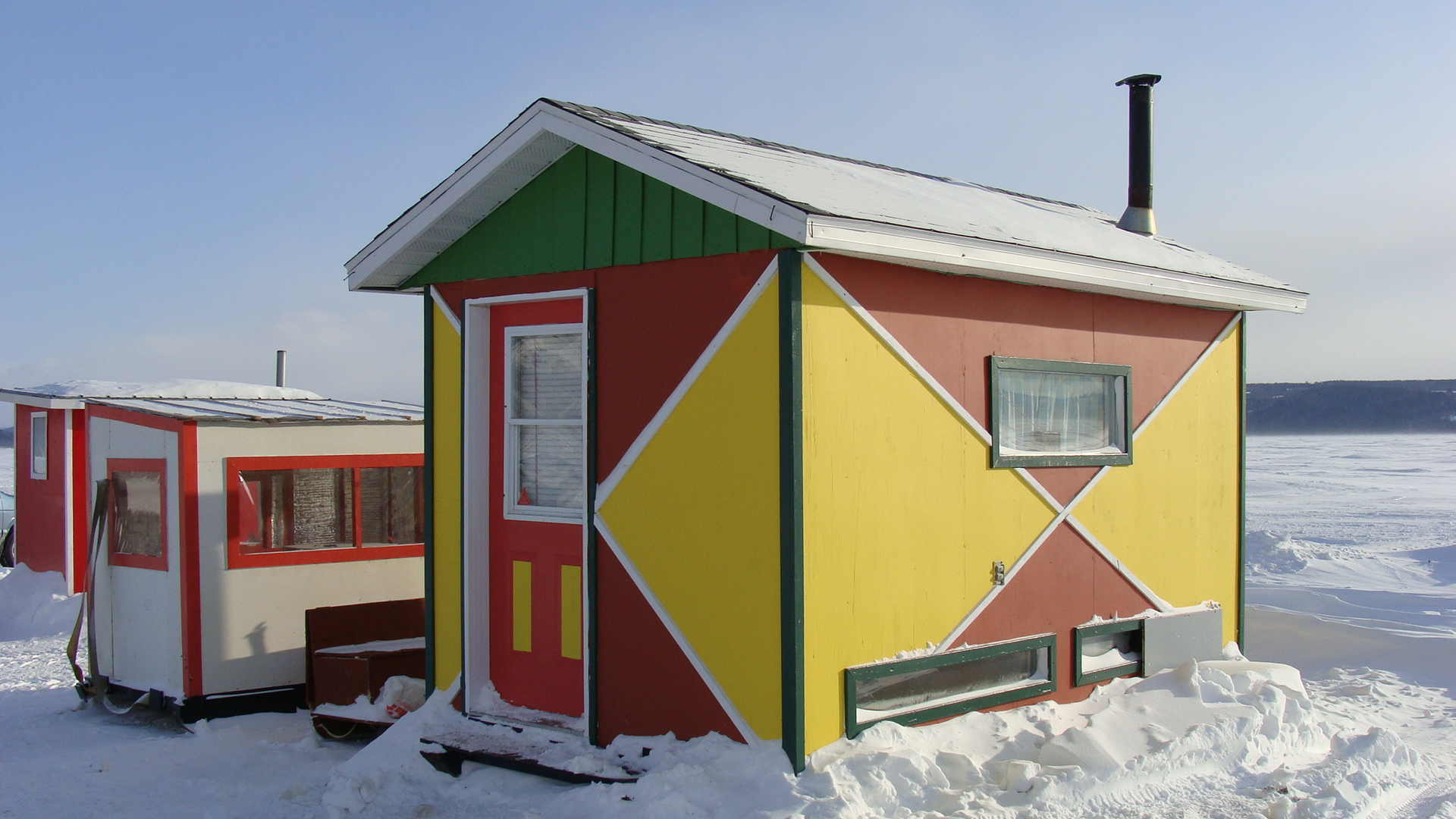
Cabanes à pêche sur la rivière Saguenay.

Plusieurs adeptes de la pêche sur glace installent des cabanes à pêche. Celles-ci sont généralement de petites habitations en bois de quelques mètres carrés, elles sont parfois chauffées. Pour pêcher à l'abri des intempéries, certaines cabanes à pêche possèdent une ou plusieurs ouvertures dans le plancher, cela permet pratiquer des trous dans la glace, et de pêcher.
Dans les pourvoiries sur la glace, les cabanes à pêche sont généralement installées les unes à côté des autres, à une distance plus ou moins grande.

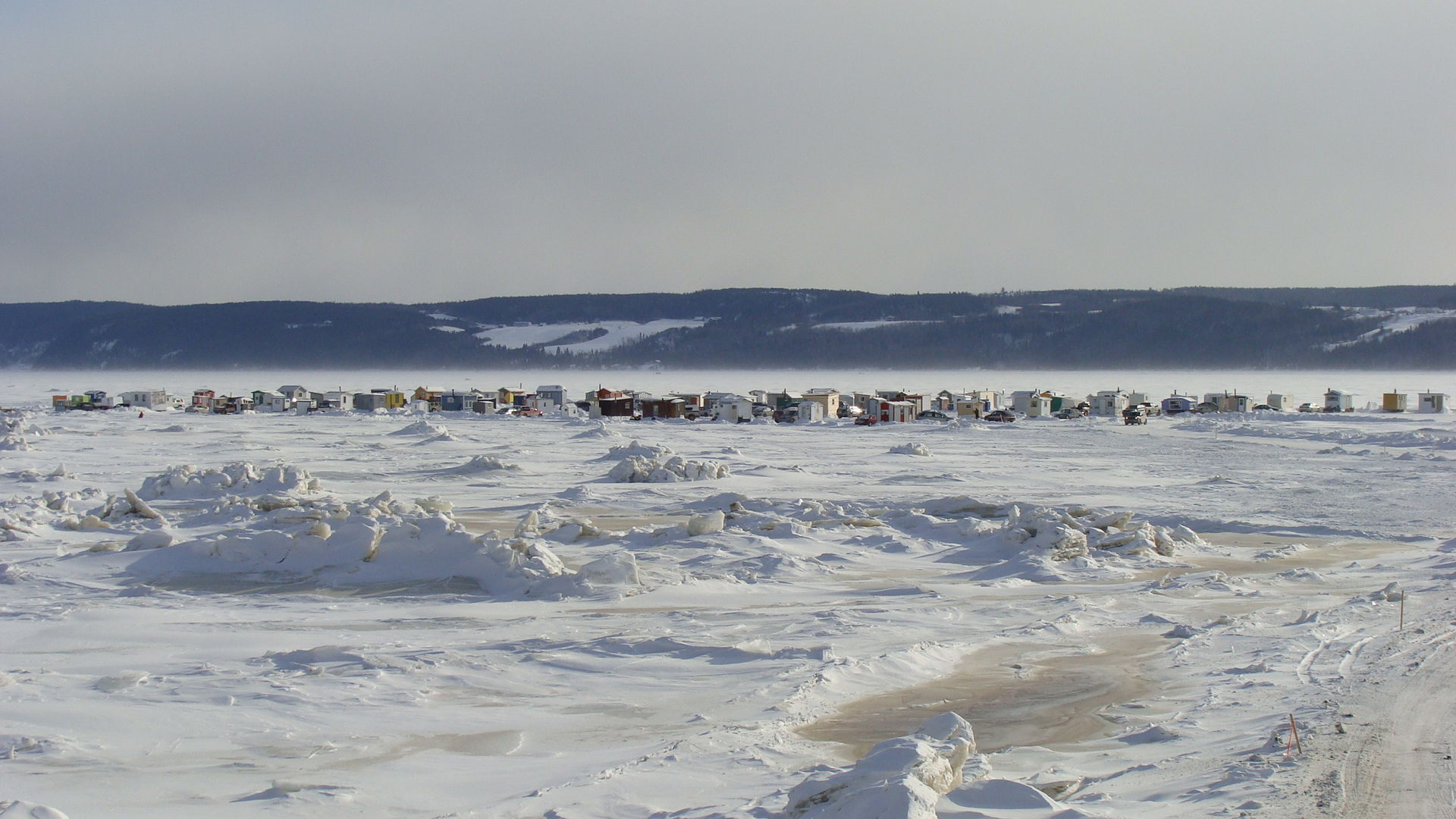
Village sur glace sur la
rivière Saguenay, à la hauteur de Saint-Fulgence (Québec, Canada).

## Pêche sur glace dans le monde

### Québec
Au Québec, le terme « pêche blanche » est le plus utilisé par la population pour désigner la pêche sur la glace. Dans cette province canadienne, cette pêche ne peut se pratiquer légalement qu'à partir d'une certaine épaisseur de glace. La règlementation est de juridiction municipale et dépend de plusieurs facteurs (type d'étendue d'eau concernée, voie maritime commerciale ou non, type et nombre de cabanes, etc.). En général, le déplacement de véhicules sur la glace est jugé sécuritaire à partir d'une épaisseur de glace de 30 cm.
La pêche blanche est une activité hivernale populaire chez les Québécois. Elle est pratiquée dans plusieurs municipalités, dont Sainte-Anne-de-la-Pérade, réputée pour sa pêche au poulamon atlantique communément appelée pêche aux petits poissons des chenaux. Le plus important concours de pêche de la province est le Concours de pêche blanche Saguenay, qui remet près de 20 000 dollars canadiens en prix.

### France
Depuis 2013 est organisé en France un Championnat de France de pêche sous glace à la mouche par la Fédération française des pêcheurs à la mouche et au lancer (FFPML).

### Ailleurs

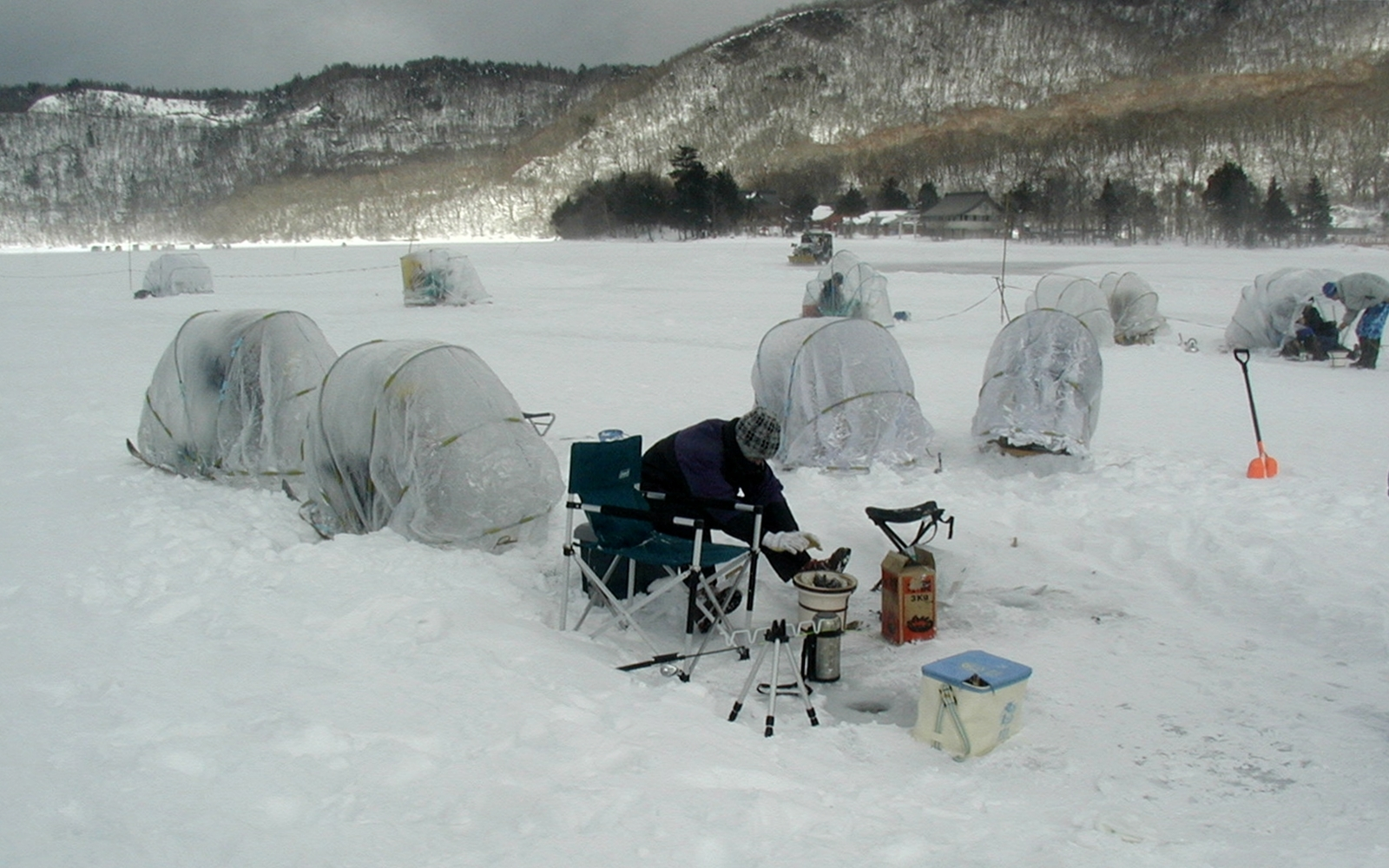
Pêche sur la glace au Japon

## Science
La glace est un élément étudié par les scientifiques (glaciologie), dans la nature et en laboratoire.

Il existe deux types de glace. La glace bleue et la glace blanche. La glace bleue est transparente et est la plus solide donc celle qu'il faut privilégier. La glace blanche, elle, est opaque et s'effrite beaucoup plus facilement. Elle n'est pas sécuritaire en dessous de 4 pouces d'épaisseur.

À part l'épaisseur de la glace, son homogénéité est facteur de sécurité décisif. Sur un lac sans courant, les risques sont moindres que sur le fleuve Saint-Laurent, où à proximité du trafic d'un chenal maritime d'hiver ou sous l'effet de la marée, la consistance peut être variable.

À cause du surenfoncement, les cargos produisent une lame plus ou moins prononcée qui s'ajoute à leurs vagues.
Les fluctuations très diverses de marée et de niveau d'eau du fleuve peuvent contribuer à renforcir la glace en l'épaississant un peu à chaque marnage.

Lorsque la pêche blanche est organisée par une administration quelconque, celle-ci renforce la glace au besoin en pompant de l'eau sur le couvert de glace. Son épaisseur est alors mesurée régulièrement jusqu'à satisfaction.

### Risques dans les zones maritimes
Les photos ci-dessous illustrent certaines variables, contraintes et une intervention à proximité du chenal maritime du fleuve Saint-Laurent.

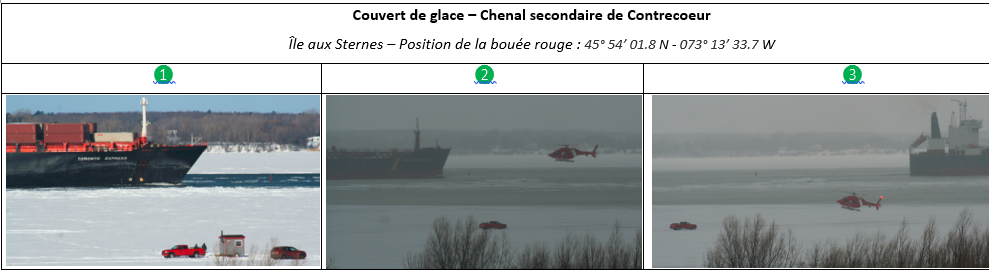
1. La glace en crêpes provoquée par les vagues des navires en bordure du chenal maritime protège - relativement - le reste de la banquise. Les pêcheurs peuvent accéder sans problème à leur cabane, isolée du « village » du Club de pêche, en véhicule, même si la lame de surenfoncement peut y être ressentie.
2. À l'approche de la débâcle, les pêcheurs ont retiré leur cabane, mais continuent à venir pêcher. Au-dessus du haut-fond aux Sternes, le couvert de glace a déjà fondu; celui du chenal secondaire n'est plus protégé des vagues des cargos : elle est sur le point de se fracturer et de « partir ». L'hélicoptère de la Garde côtière vient avertir le pêcheur du risque de dislocation.
3. Tous les véhicules quittent les lieux. La glace « part » le lendemain. Le surlendemain, le pêcheur vient en chaloupe.

## Photos
Constante évolution de pratiques millénaires

Percer des trous dans la glace
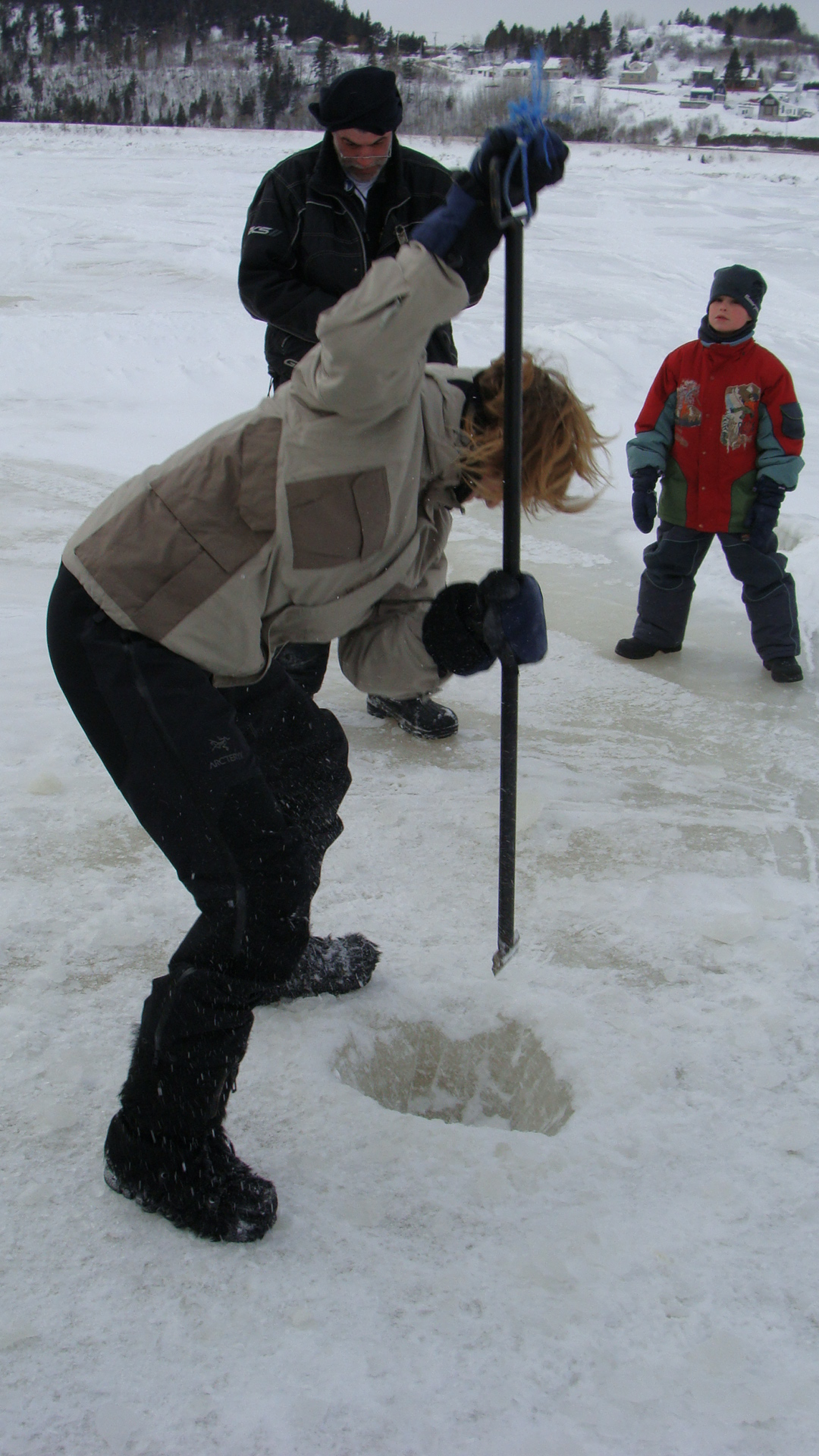
Pêcheur creusant « à l'ancienne » un trou dans la glace, rivière Saguenay Saint-Fulgence, rivière Saguenay
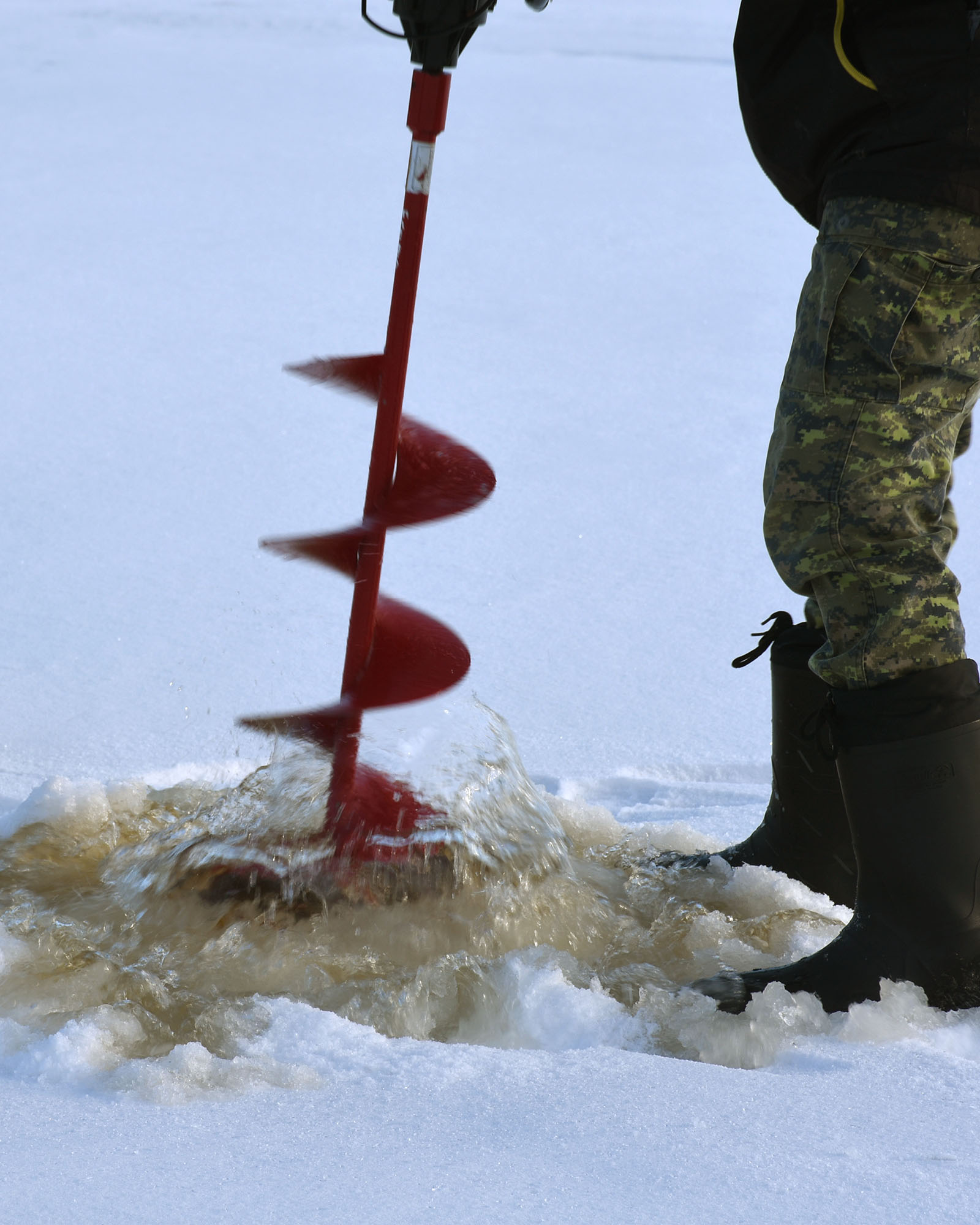
Une perceuse à glace en action.
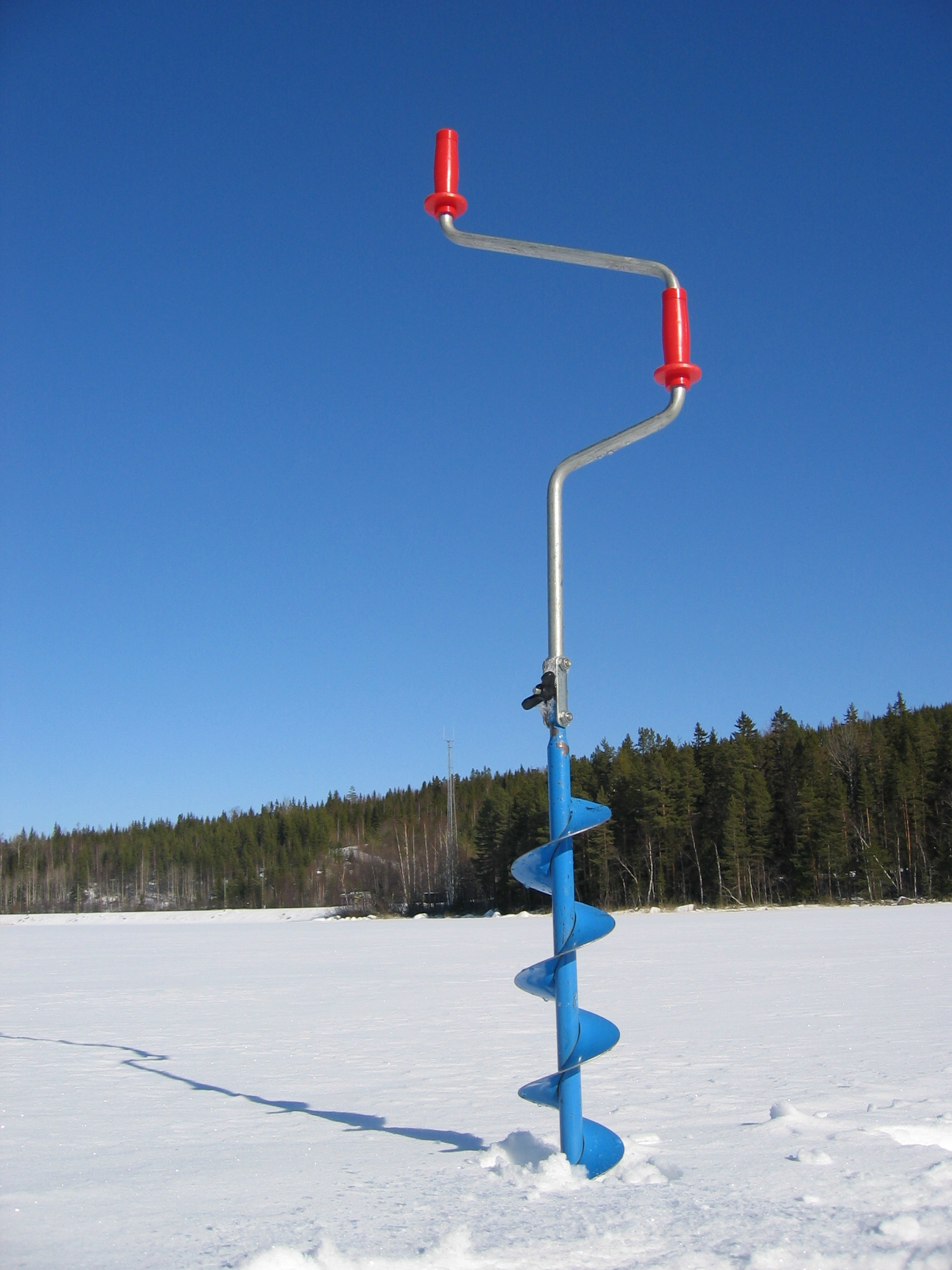
Perceuse manuelle
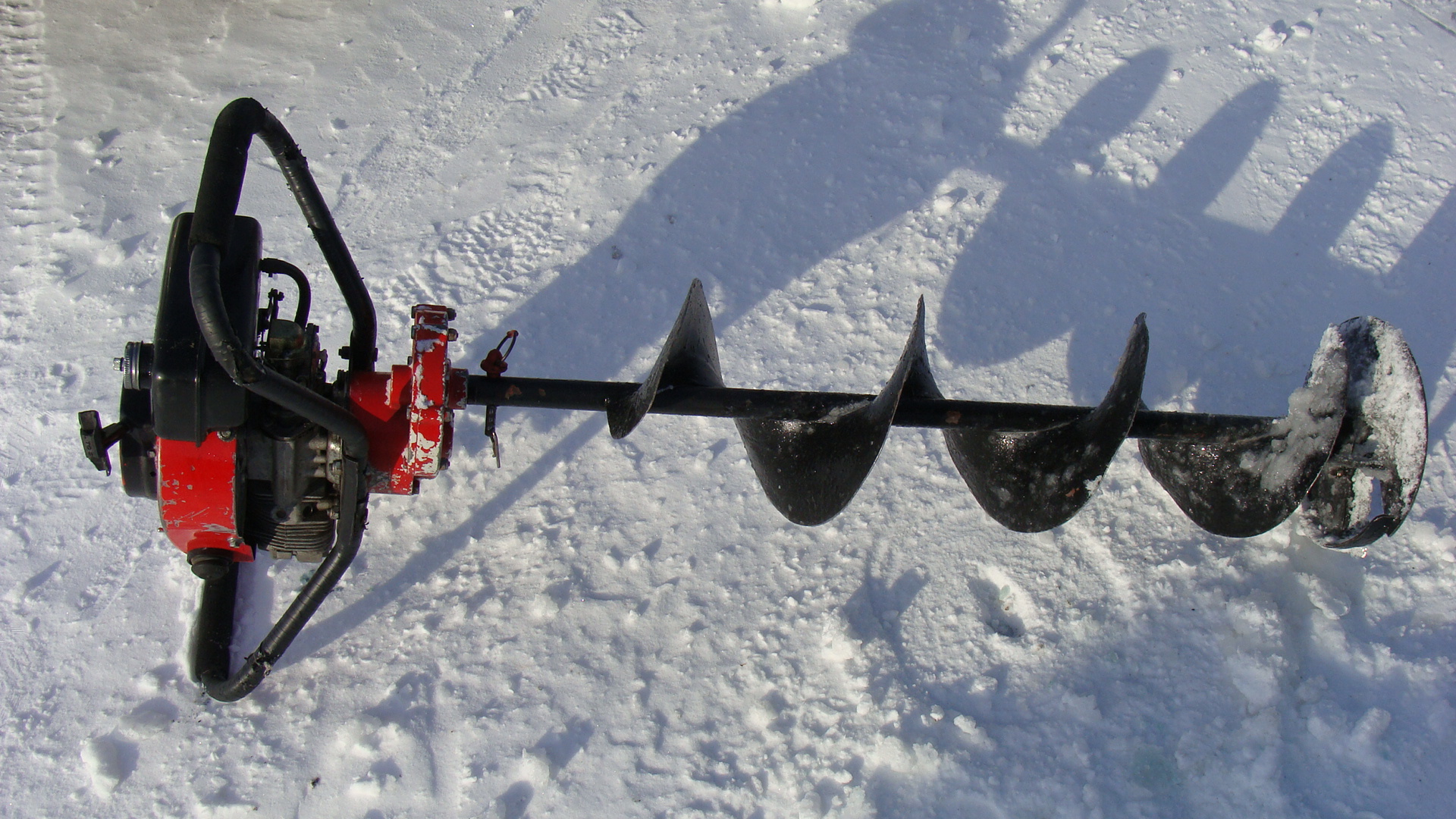
Perceuse à glace

La pêche au poulamon atlantique à Sainte-Anne-de-la-Pérade
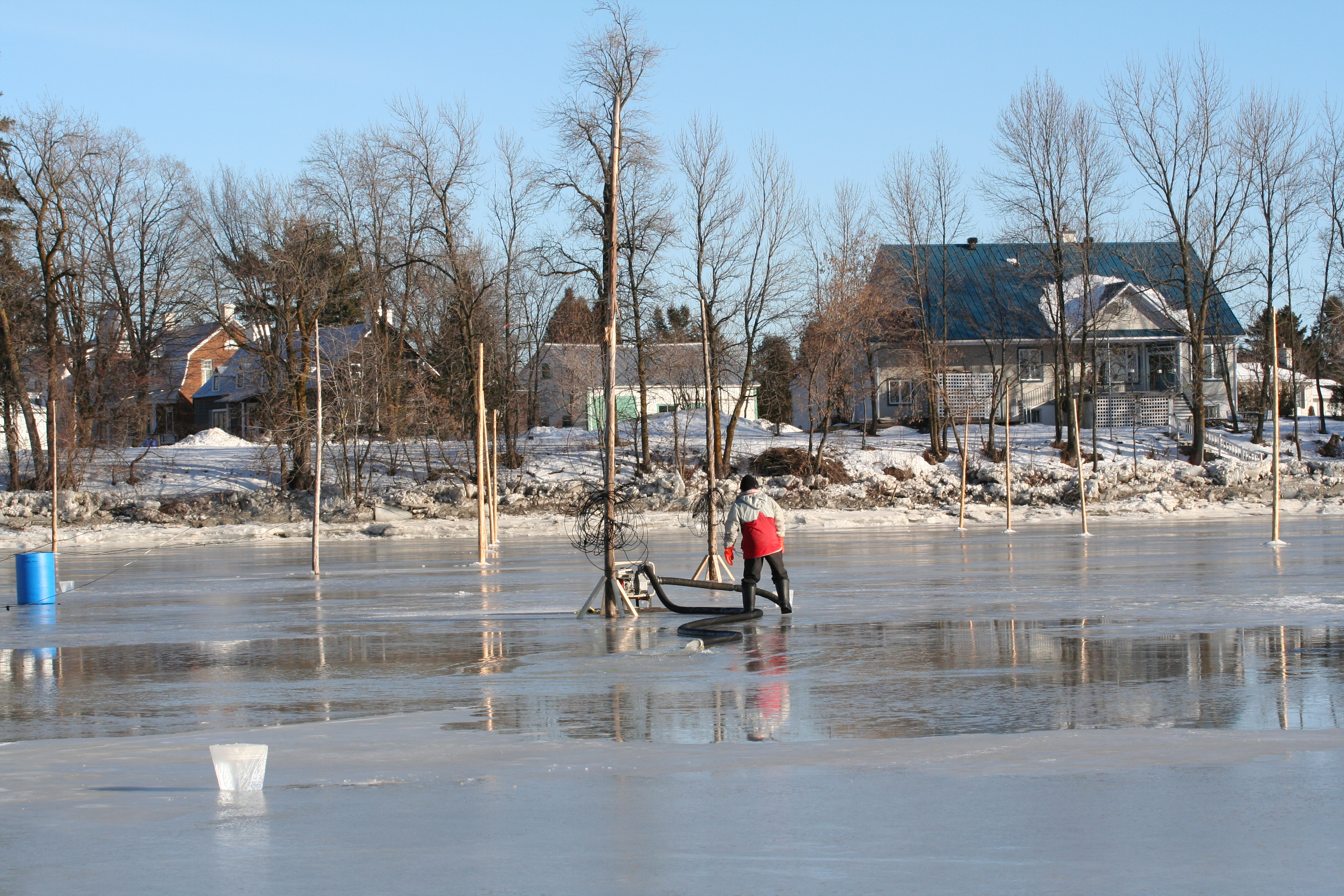
Renforcement de la glace en arrosant
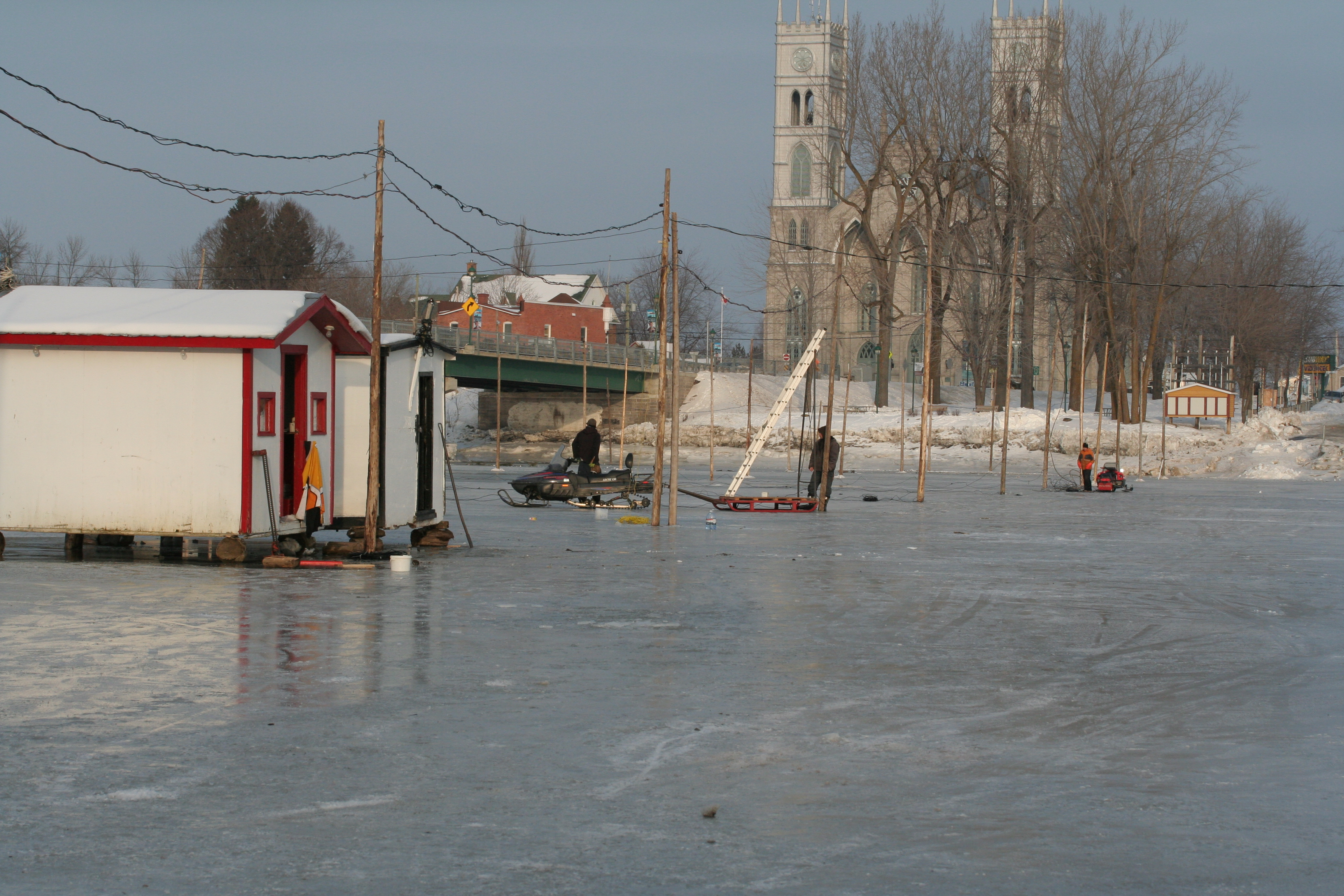
Installation du réseau électrique
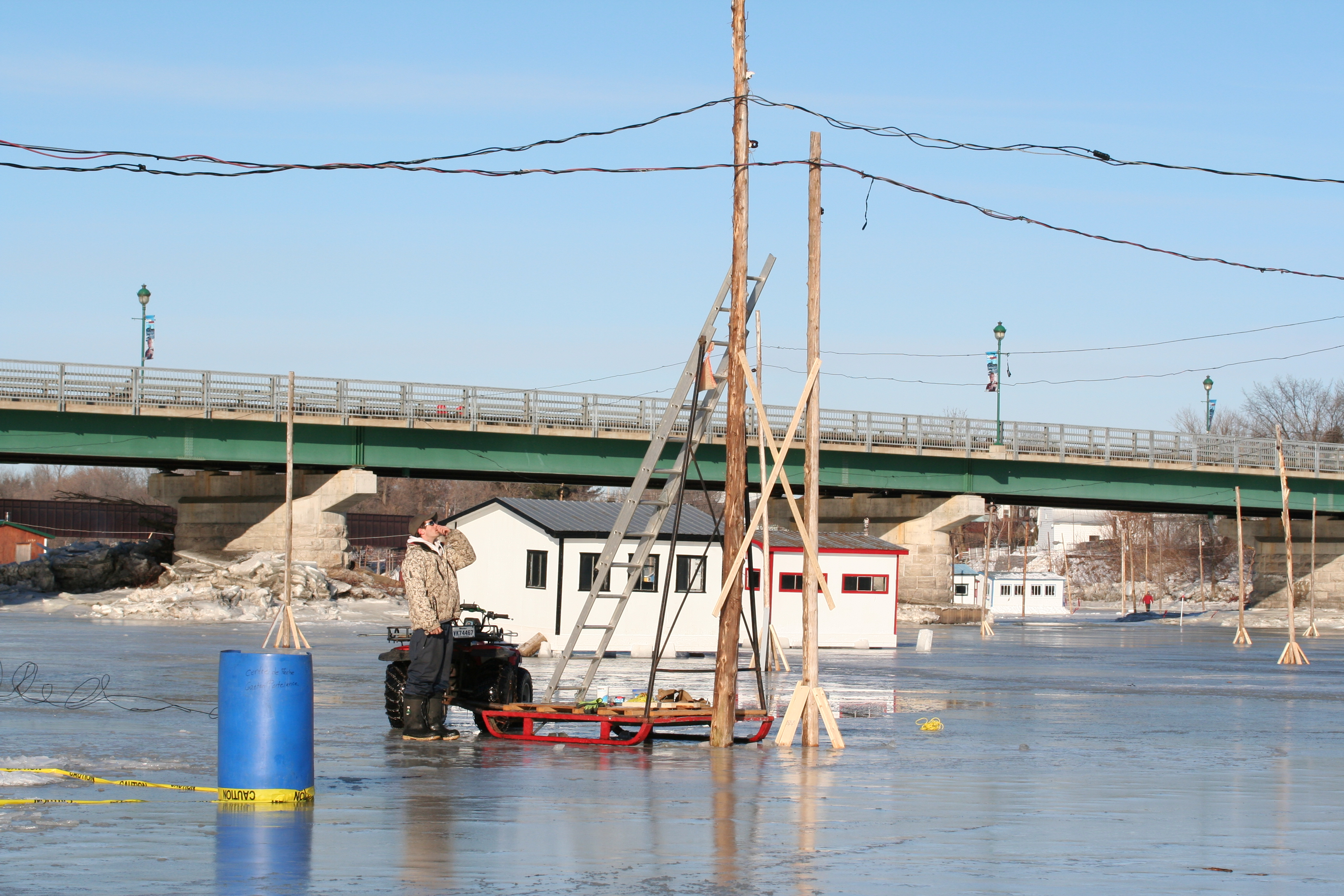
Poteaux et fils électriques
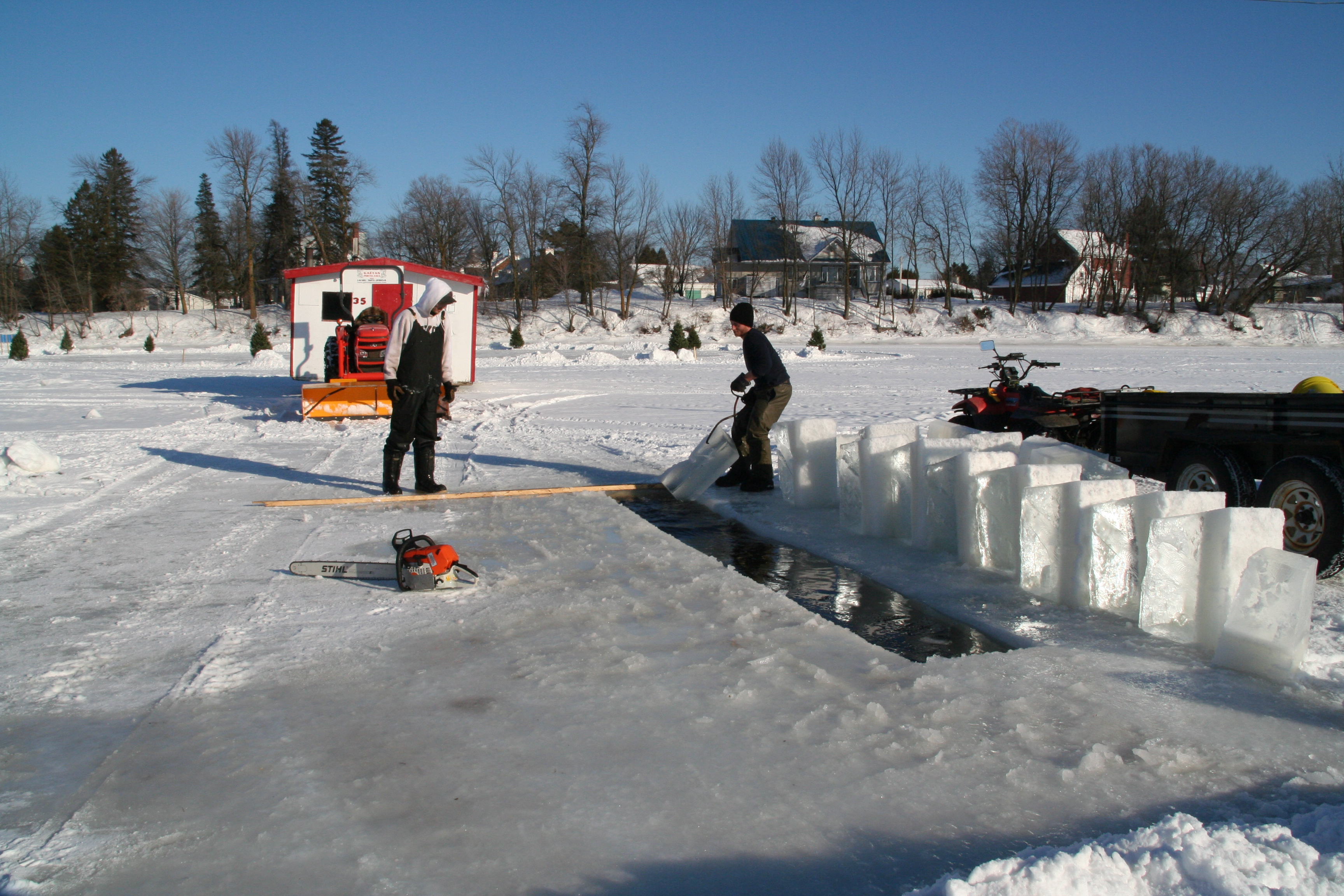
Trou et blocs de glace
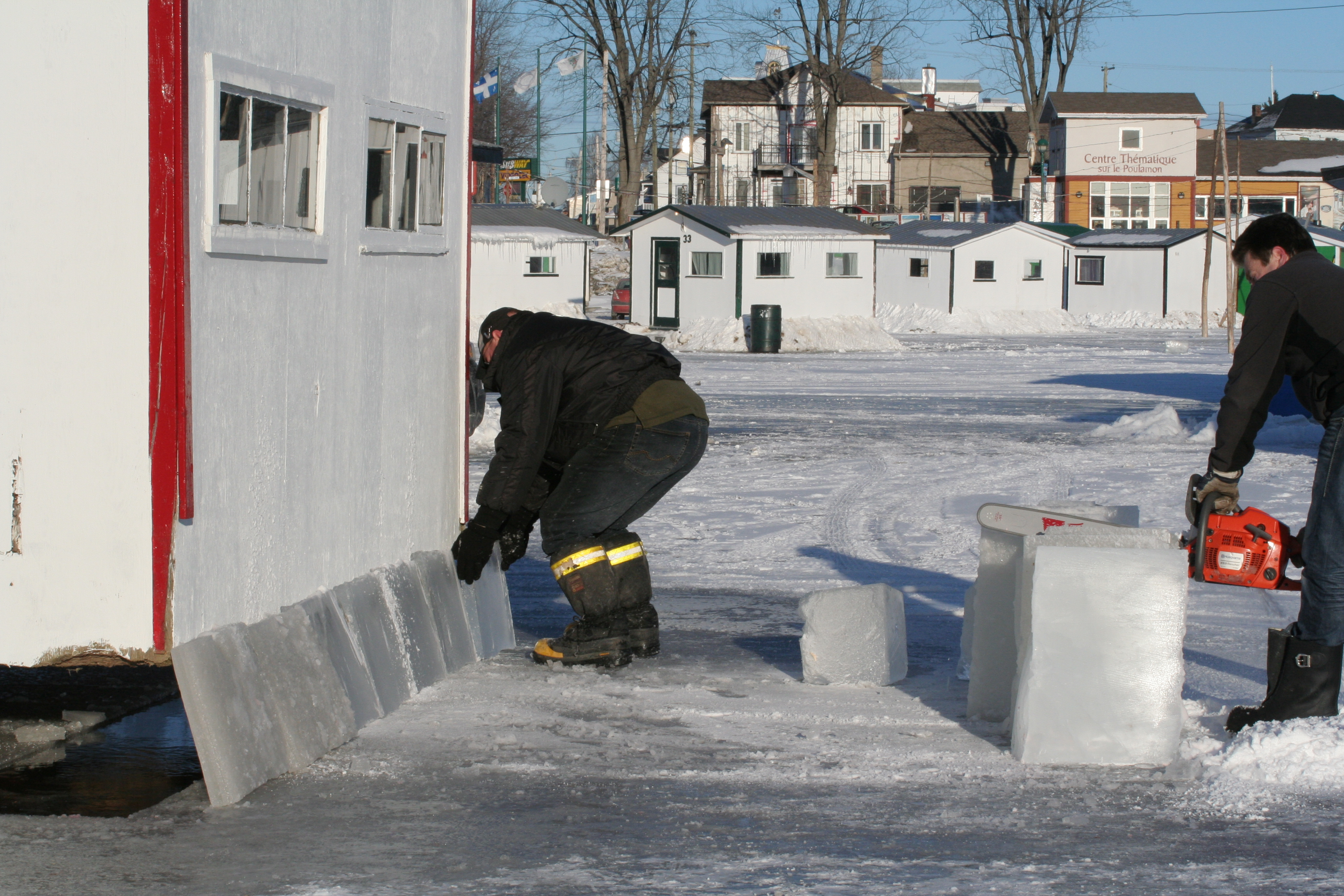
Rechaussement d’une cabane avec de la glace, qui sera recouverte de neige

Cabanes, pourvoiries et pêcheurs
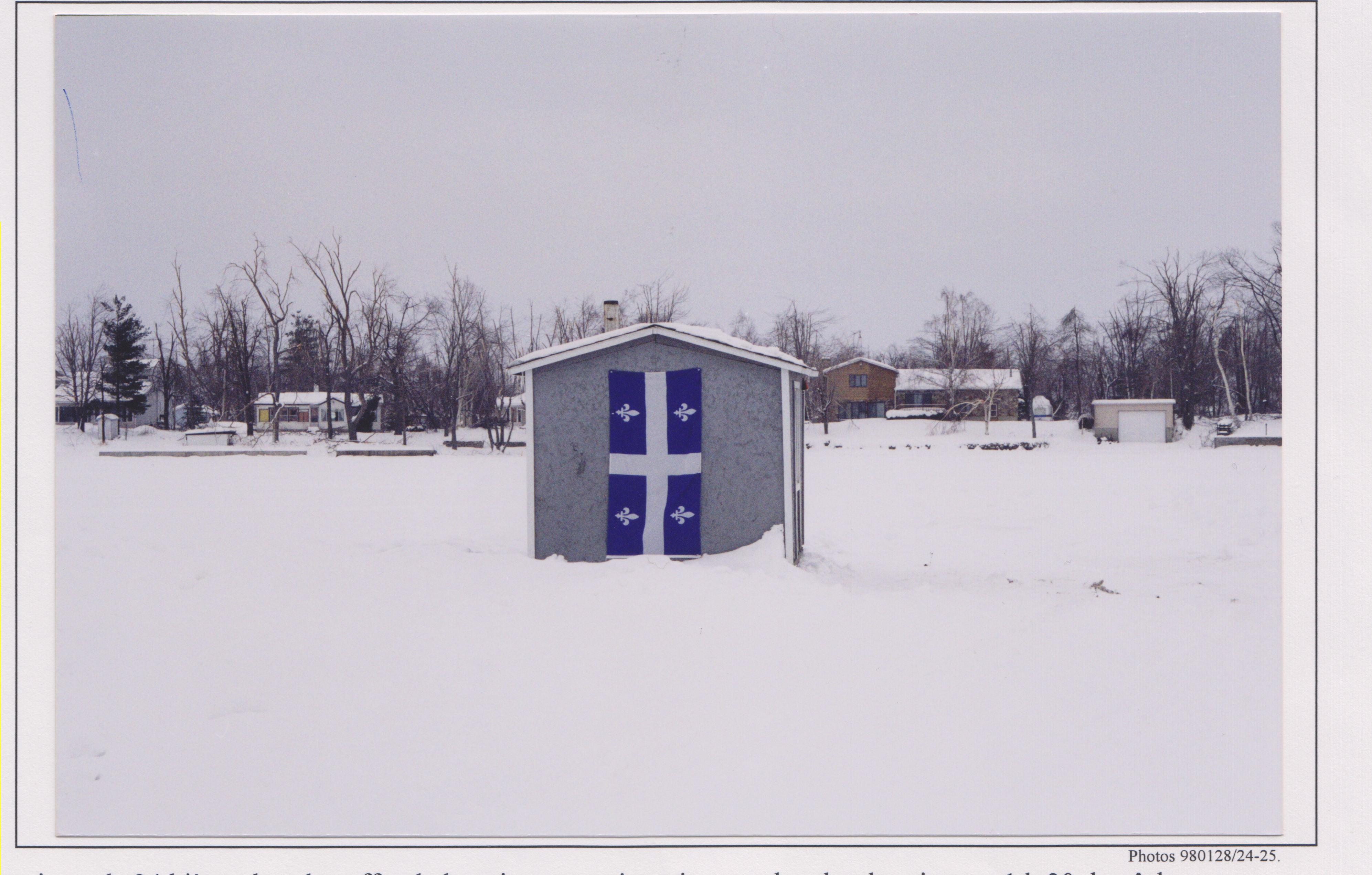
Cabane à pêche, lac Champlain[6], Venise-en-Québec
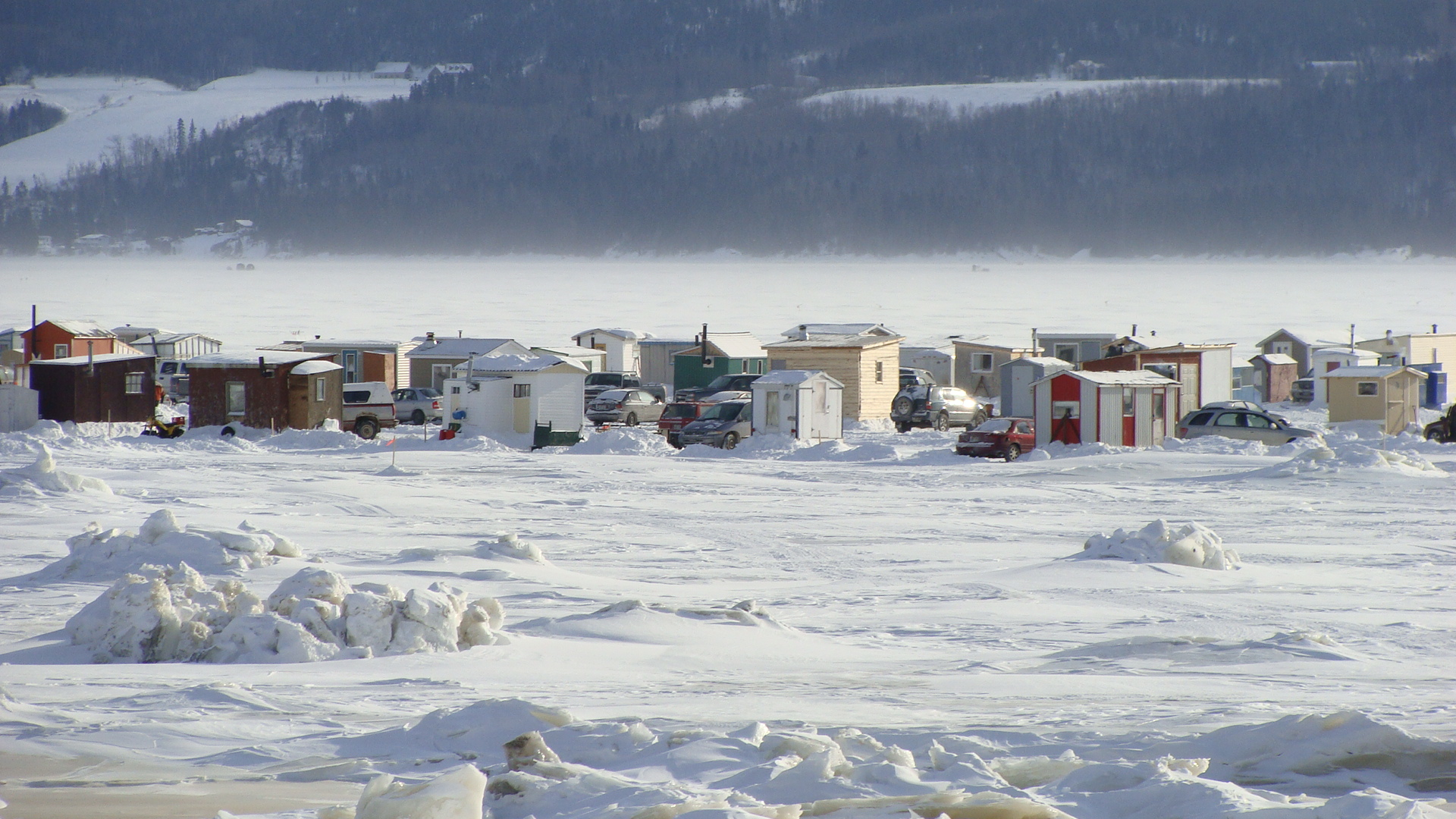
Pourvoirie, Saint-Fulgence[8], rivière Saguenay
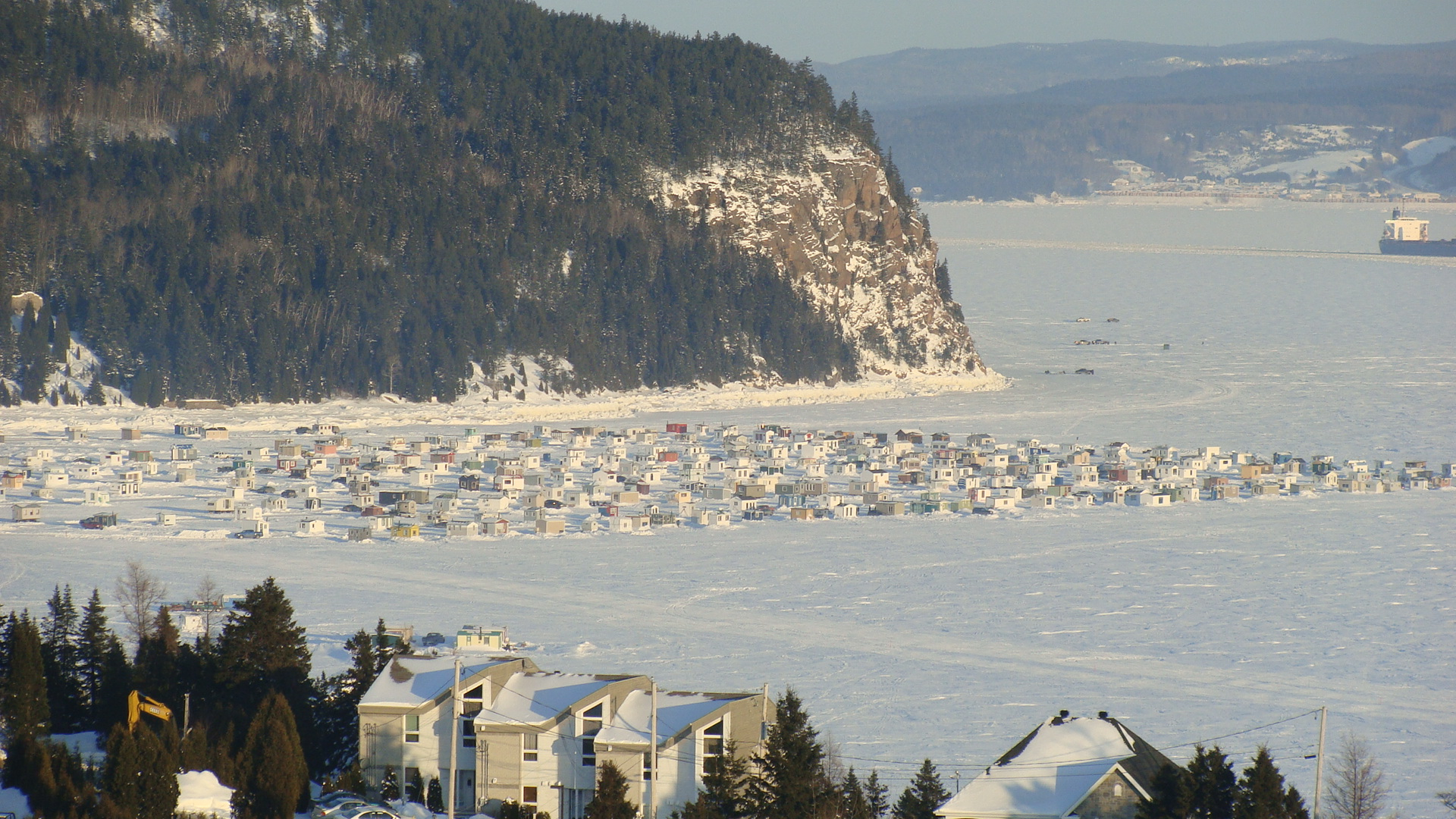
Village sur  glace, Anse-à-Benjamin[9], Saguenay, La Baie (Arrondissement), rivière Saguenay
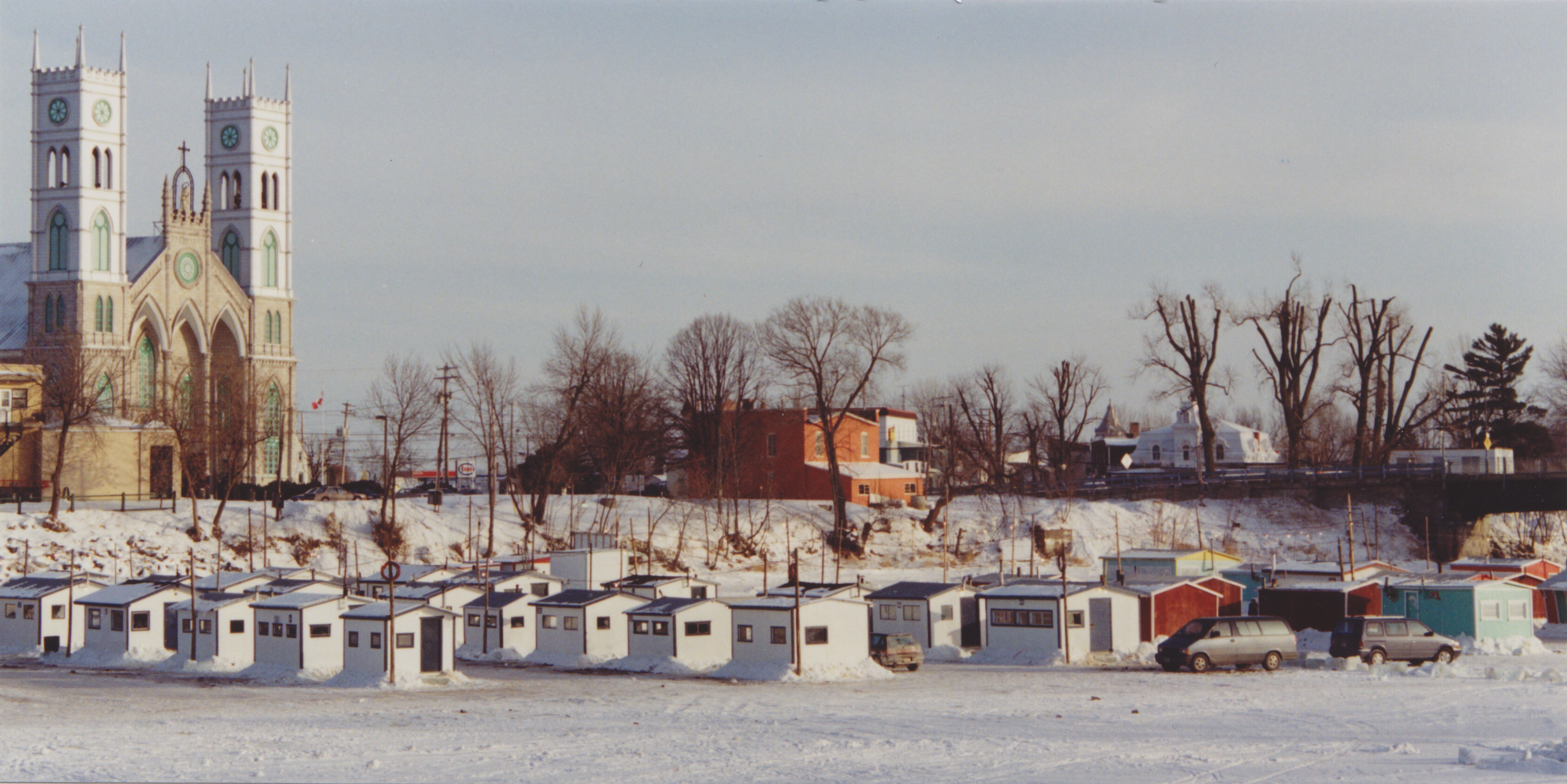
Village sur glace, rivière Sainte-Anne (Les Chenaux), Sainte-Anne-de-la-Pérade
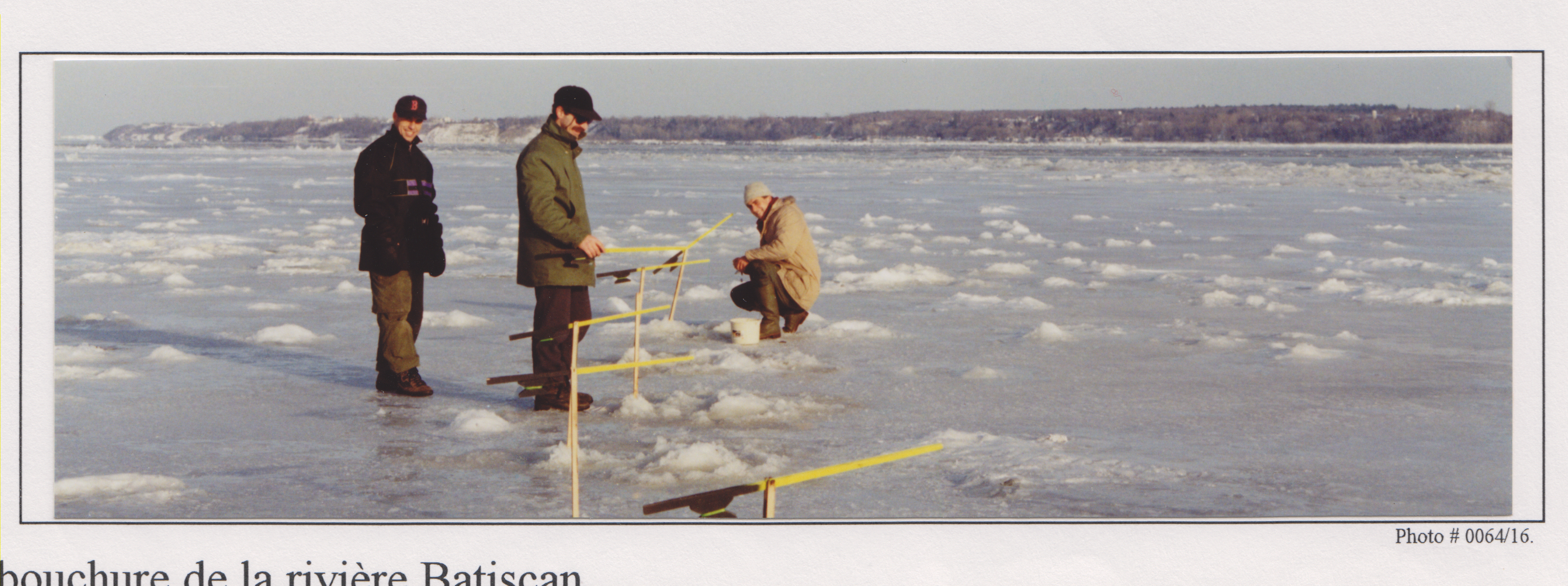
Au vent, confluence de la rivière Batiscan et du fleuve Saint-Laurent, Batiscan
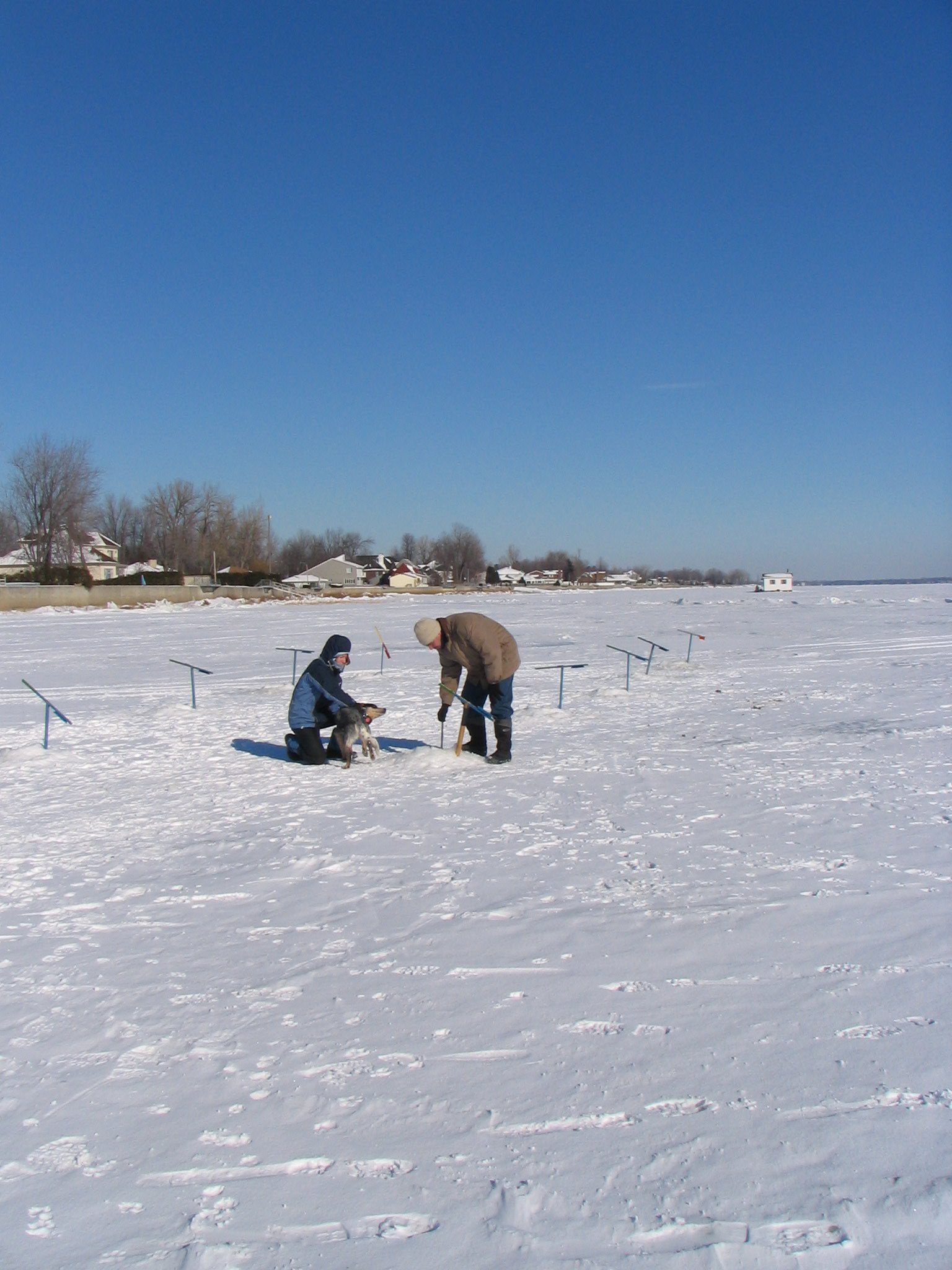
Au vent, Lac des Deux-Montagnes[10], Pointe Calumet